# Коэффициент Симпсона
Мера Шимкевича-Симпсона — бинарная мера сходства, предложенная независимо Дезидерием Шимкевичем как «показатель родового сходства» в 1934 году и Джорджем Симпсоном в 1947 году. Меру часто путают с несимметричными коэффициентами сходства. Встречается под названием «коэффициент перекрытия» (англ. overlap coefficient).
Для конечных множеств (множественная интерпретация) имеет следующий вид:
 где {\displaystyle n(X)} — мощность множества X.
Для случая дескриптивных множеств (дескриптивная интерпретация), в экологии это выборки по обилию, аналогом указанной меры является мера использовавшаяся в системах поиска информации:
Если сравниваются объекты по встречаемости видов (вероятностная интерпретация), то есть учитываются вероятности встреч, то аналогом меры Шимкевича-Симпсона будет коэффициент совместимости событий Гудолла:
На основе этой меры можно получить ТКД (трансформированный коэффициент Дайса): {\displaystyle K_{TCD}=2K_{G}-1}.
Для информационной аналитической интерпретации используется одна из мер взаимозависимости Белла. Мера использовалась в климатологии, систематике растений, информатике: